# Discipline (album de Janet Jackson)
Discipline este al zecelea album de studio al cântăreței americane Janet Jackson. A fost lansat pe 22 februarie 2008 de Island Records. Este singurul ei album lansat cu casa de discuri după ce acordul de cinci discuri cu Virgin Records a fost îndeplinit odată cu lansarea albumului 20 Y.O. (2006). Jackson a lucrat cu producători precum Darkchild, Ne-Yo, Shea Taylor, Stargate, Johntá Austin, Jermaine Dupri, Tricky Stewart și The-Dream pentru album. Producătorii de multă vreme ai lui Jackson, Jimmy Jam și Terry Lewis, nu au contribuit la proiect. Albumul a fost produs executiv de președintele Island Urban, Jermaine Dupri și Janet. Albumul experimenteaza cu genurile electropop, house și dance-pop și conține și piese orientate spre R&B și hip hop.
Albumul a primit în general recenzii pozitive, criticii susținând că albumul este o îmbunătățire față de cele două albume anterioare ale lui Jackson. A debutat pe primul loc în SUA Billboard 200, devenind al șaselea în topuri și primul său album numărul unu de la All for You (2001). Cu toate acestea, vânzările albumului au scăzut rapid și, până în iunie, promoția albumului s-a încheiat oficial. Jackson și-a început turneul Rock Witchu - cu sprijinul Live Nation - la începutul lunii septembrie, cu recenzii pozitive, dar până la sfârșitul lunii respective, Jackson s-a despărțit de casa ei de discuri din cauza eșecului comercial al albumului. Patru single-uri au fost lansate de pe album: single-ul principal „Feedback” a ajuns pe locul nouăsprezece pe Billboard Hot 100 din SUA, devenind cel mai bun single de top de la „Someone to Call My Lover” din 2001, în timp ce următoarele single-uri "Rock with U"," Luv "și" Can't B Good "nu au atins succesul lui " Feedback ".

## Înregistrare și producție
În iulie 2007, s-a anunțat că Jackson a semnat un contract de înregistrare cu Island Records, după ce acordul său de cinci discuri cu Virgin Records a fost îndeplinit odată cu lansarea albumului 20 Y.O. Inițial, Jackson a dorit să meargă într-un turneu în sprijinul lui 20 Y.O. în 2007. Cu toate acestea, directorii Island Records i-au cerut să înregistreze un nou album, care a devenit Discipline. Jackson a declarat: „Ar fi trebuit să plec în turneu cu ultimul album [...] Am fost de fapt în repetiții complete de turneu în acel moment ... învățând cifre, obținând totul împreună, scenografii [...] a trebuit să închid totul și să meargă în studio. "
Albumul a fost înregistrat pe o perioadă de șase luni în locații din Burbank, Los Angeles, Las Vegas, Edina, Detroit, New York, East Orange, Atlantic City, Atlanta și Miami. Jackson a lucrat cu producători precum Rodney Jerkins (care a produs single-ul principal „Feedback” alături de D'Mile), Jermaine Dupri, Ne-Yo, Shea Taylor, Stargate, Johntá Austin, Tricky Stewart și The-Dream. Producătorii de lungă durată ai lui Jackson, Jimmy Jam și Terry Lewis, nu au contribuit la proiect.  Albumul a fost produs executiv de președintele Island Urban, Jermaine Dupri și Jackson. Ea nu a scris sau co-a scris nicio melodie pe album, o abatere de la practica ei obișnuită de a co-scrie și de a produce toate melodiile de pe albumele sale. Piesa „So Much Betta” conține porțiuni asemanatoare ale piesei „Daftendirekt” a duo-ului Daft Punk.
Ediția de lux a albumului include un DVD intitulat The Making of Discipline, împărțit în cinci capitole care documentează producția albumului, promovarea acestuia și videoclipul „Feedback”. Primul capitol, intitulat „Photo Shoots”, o arata pe Jackson creând o nouă imagine pentru album și adoptând look-uri diferite pentru piețe diferite. A petrecut două zile lucrând la fotografii pentru copertă și broșură de credit, dezvăluind că se simte încă inconfortabilă în fața camerei, în ciuda a două decenii în industria muzicală. În cel de-al doilea capitol, „The Studio”, Jackson și-a exprimat opinia cu privire la munca de înregistrare, afirmând că, deși de obicei îi plăcea experiența, uneori era obositoare. Ea discută în continuare modul în care melodiile sale sunt construite în straturi și părți, de la melodii și voci de fundal sau sunete. Al treilea capitol, „Rehearsals”, arată repetițiile rutinei de dans pentru videoclipul „Feedback”. DVD-ul dezvăluie că cei opt dansatori practicau de peste o săptămână înainte de a începe să lucreze cu Jackson. Dansatorii au avut apoi trei zile pentru a repeta cu Jackson și alte două zile pentru a finaliza videoclipul. Jackson a descris videoclipul ca o metaforă a tensiunii sexuale. Al patrulea capitol, „Behind The Video”, arată realizarea videoclipului în sine. Jackson i-a spus regizorului că își dorește un concept futurist și plin de spirit, iar lui i-a venit ideea de a sări între planete. Ultimul capitol este videoclipul principal în întregime.

## Muzică și versuri
Discipline este un album pop, electronic și R&B cu câteva melodii house și hip hop. Liric, explorează teme erotice precum fetișismul sexual și sadomasochismul, împreună cu alte teme precum dragostea și relațiile. Pe tot parcursul albumului, Jackson interacționează cu un DJ-robot fictiv Kyoko.
Albumul se deschide cu recitari de 48 de secunde „I.D.”, care este urmată de single-ul principal „Feedback”. „Feedback” este o melodie electropop și dance-pop care încorporează elemente ale Eurodance și hip hop. Compoziția sa lirică se bazează pe bravada sexuală a lui Jackson, chestionând ascultătorul în timp ce răspunde cu „sexy, sexy”. Refrenul melodiei compară corpul ei cu instrumente precum chitara și amplificatorul, folosind metafore pentru a demonstra punctul culminant sexual. Este urmat de „Luv”, o melodie electro-R & B descrisă ca o melodie „simțita bine”, în care Jackson raportează un accident de mașină căzând in iubire. „Rollercoaster”, o melodie electro-funk, care o vede pe Jackson comparând sentimentele cauzate de interesul ei amoros cu un rollercoaster. „Rock with U” este o melodie pop, Euro disco și house, înregistrată având în vedere comunitatea gay, deoarece Jackson a simțit necesitatea de a face ceva pentru fanii ei gay, precum și pentru membrii comunității mai largi. Jackson a spus: "Încă sunt clasic pentru mine, dar cu o întorsătură diferită - o întorsătură modernă". Jim Farber de la New York Daily News a remarcat riff-urile melodiei, pe care le-a considerat mai mari atunci când au apărut pentru prima dată în piesa Madonnei "Into the Groove" (1985). Piesa a fost comparată cu „Rock with You” (1979), fratele lui Jackson, Michael Jackson, datorită temelor sale disco. „Rock cu U” conține și șoapte vocodate și voci murmurate. În „2nite”, Jackson îi cere partenerului ei să o facă pe plac sexual.
„Can't B Good” este o melodie R&B „jazzy” plină de suflet despre relația lui Jackson cu Jermaine Dupri. „Never Letchu Go” a fost descrisă de Andy Kellman de la AllMusic ca „o baladă dulce, sclipitoare”. Versurile sale îl văd pe Jackson nedorind să-și pună capăt relației, deoarece simte că partenerul ei este „acela”. „Greatest X” este o baladă R&B care, așa cum sugerează titlul său, este o scrisoare deschisă către „cel mai mare fost” a lui Jackson. „So Much Betta” o vede pe Jackson „obosit să fie numărul doi” și să încerce să demonstreze unui bărbat ca este mai bună pentru el decât rivala ei. Piesa conține, de asemenea, voci vocodate. La fel ca „So Much Betta”, „The 1” o vede pe Jackson încercând să-l convingă iubitul ca ea este „cea” pentru el. Este in colaborare cu rapperul Missy Elliott. „What's Ur Name” este o melodie cu ritm electro-R & B up-tempo in care Jackson cântă despre întâlnirea cu un bărbat pentru prima dată. După ce a discutat semnificația termenului „discipline” în interludiul „The Meaning”, Jackson îl imploră pe partenerul ei să o „pedepsească” în „Discipline”; temele sale lirice includ masturbarea și sadomasochismul. Albumul se închide cu „Curtains”, o melodie R&B in care o vede pe Jackson susținând un spectacol pentru iubitul ei sub formă de preludiu, filmându-l.

## Titlu și lucrări de artă
Albumul a fost intitulat Discipline ca o recunoaștere a angajamentului, concentrării și dedicării lui Jackson față de cariera ei. Jackson a declarat: „Am vrut să numesc albumul Discipline pentru că are o mulțime de semnificații diferite pentru mine, dar cea mai importantă ar fi munca - să fi făcut asta atât timp cât am făcut-o ... Și să fi avut succesul pe care l-am avut - fără a-l exclude pe Dumnezeu în niciun fel - dar necesită o mare atenție. "Cu toate acestea, în piesa de titlu a albumului, titlul are o semnificație diferită, deoarece versurile sale văd că protagonistul îi cere partenerului ei să disciplineze pentru „a fi rea”. 
Opera de copertă pentru Discipline a fost filmată de duo-ul de fotografie de modă din Singapore Chuando + Frey și o prezintă pe Jackson ca dominator, purtând mănuși lungi de latex negre cu „Discipline” și „Janet” („Janet Jackson” în unele ediții) scrise pe ele.

## Lansare si promovare
Discipline a fost lansat pe 26 februarie 2008 de Island Records; ediția sa de lux, care a inclus un DVD bonus, a fost lansată simultan. Jackson a promovat albumul prin spectacole televizate la Good Morning America, The Ellen DeGeneres Show și MTV's Total Request Live. Performanța ei la Total Request Live a fost prima ei apariție MTV în șase ani, după ce a fost listată pe lista neagră de rețea din cauza incidentului de spectacol la Super Bowl în 2004. De asemenea, a fost programată să cânte Saturday Night Live, dar a anulat-o din cauza bolii. Au fost planificate inițial și spectacole la Jimmy Kimmel Live și la clubul de noapte londonez G-A-Y. Albumul a fost promovat și în timpul unei apariții la Larry King Live. Island Records a încheiat oficial promovarea albumului până în iunie 2008. Mai târziu, Jackson a interpretat „Luv” într-un amestec cu „Rhythm Nation” la specialul ABC America United: In Support of Our Troops pe 7 septembrie.
Deși promoția albumului s-a oprit în iunie, cel de-al cincilea turneu de concert al lui Jackson - Turul nord-american Rock Witchu, cu sprijinul Live Nation - a început pe 10 septembrie 2008. Amy O'Brian de la The Vancouver Sun a descris spectacolul lui Jackson la GM Place drept o „performanță de înaltă tensiune”.  Potrivit lui O'Brian, „[cu] o explozie pirotecnică care pătrunde în urechi, o ceață de nor gros și dansatori care au ieșit din scenă și pistă, Jackson a dovedit în primele minute că nu a ales un traseu bugetar pentru turneul ei Rock Witchu. În mod similar, Jim Harrington de la Oakland Tribune a oferit o recenzie pozitivă, afirmând:" La fel ca turneurile anterioare ale lui Jackson, „Rock Witchu” a fost o extravaganță strălucitoare, cu un buget ridicat, construită pe rutine de dans coregrafiate și o mulțime de teatru. "Răspunsul inițial la turneu a fost foarte bun, cu spectacole sold-out în Los Angeles și Las Vegas.Jackson a trebuit să reprogrameze nouă întâlniri în prima etapă a turului din cauza migrenelor vestibulare. Cu toate acestea, la 4 noiembrie 2008, Jackson a anulat șapte din cele nouă spectacole care au fost reprogramate, citând conflictele de programare ca motiv principal. Pe 19 noiembrie, pe ziarele și site-urile japoneze a fost anunțat că Jackson va aduce turneul în Japonia pentru o serie de cinci spectacole în Saitama, Nagoya, Osaka și Fukuoka în februarie 2009. Cu toate acestea, toate cele cinci date au fost anulate.

## Single-uri
Single-ul principal al albumului, „Feedback”, a fost lansat pentru descărcare digitală în decembrie 2007. În Statele Unite, piesa a ajuns la numărul 19 pe Billboard Hot 100, la numărul 39 pe Hot R & B / Hip-Hop Songs și la numărul 23 pe Pop 100, devenind cel mai bun single de top de la „Someone to Call My Lover” (2001). Piesa a avut succes, de asemenea, în Canada și Africa de Sud, unde a atins numărul trei, respectiv opt. Datorită lansării grăbite și nicio promovare internațională, piesa nu a reușit să se claseze foarte bine în țările europene, ajungând la numărul treizeci și șase în Franța și treizeci și două în Irlanda, dar ajungând în primele cinci în Grecia.
Single-urile ulterioare au fost promovate și lansate în principal în SUA. „Rock with U”, cel de-al doilea single, a fost lansat pe 5 februarie 2008. A fost lansat un videoclip muzical, cântecul ajungând pe locul douăzeci în topul Dance Club Songs și pe locul patru în topul single-urilor R&B din Marea Britanie. Încă două single-uri - „Luv” și „Can't B Good” - au fost lansate pentru a selecta formatele radio. "Luv" a fost lansat pe 11 februarie 2008 și a ajuns la numărul treizeci și patru în Hot R & B / Hip-Hop Songs. "Can't B Good", a fost deservit de radioul urban contemporan pe 18 martie 2008. Piesa "2nite", deși nu a fost lansată ca single, a fost prezentată în a doua parte a coloanei sonore a filmului Sex and the City, Vol. 2: More Music.

## Controversă
La 22 septembrie 2008 - în timp ce se afla în turneul susținut de Live Nation în America de Nord - Jackson s-a despărțit de casa de discuri Island; relația lor de 14 luni a fost dizolvată la cererea lui Jackson. Cântăreața și-a exprimat anterior nemulțumirea față de casa de discuri, spunându-i mai întâi lui SOHH.com că „au oprit orice promovare de pe album” după ce au lansat primul single, „Feedback”. La începutul lunii septembrie, ea a declarat: „Nu pot spune dacă vom lucra cu ei în viitor. Nu știu ce va rezerva viitorul dintre noi doi”. Un purtător de cuvânt al lui Jackson a adăugat: „[Jackson] va avea autonomie asupra carierei sale, fără restricțiile unui sistem de etichete ... Știut întotdeauna că deschide noi drumuri și stabilește tendințe, plecarea lui Janet de la Island Records o face una dintre primele artiste de superstar. să aibă libertatea individuală de a-și promova munca printr-o varietate de căi, cum ar fi iTunes, operatorii de telefonie mobilă și alte canale diverse și inovatoare ".
Jackson i-a spus revistei Sister 2 Sister: „Au fost unii oameni cărora nu le-a plăcut direcția pe care am luat-o cu acest album. Îmi place să fac cântece de dans și cred că fanii mei se așteaptă la asta. Probabil că voi continua să fac muzică - iar actoria este încă o pasiune puternică a mea - dar chiar am iubit munca din culise: producerea, regia și toate lucrurile tehnice ".  Cu câteva luni înainte de divizare, un purtător de cuvânt  i-a spus lui Billboard: „Din păcate, nu am experimentat rezultatele pe care le-am fi dorit cu acest nou album. Dar o respectăm și o susținem pe Janet”.